# Judith Ansems
Judith Ansems (Venlo, 21 oktober 1972) is een voormalig Nederlands zangeres en presentatrice en momenteel beeldend kunstenaar.
Ansems werd vooral bekend als zangeres van de Hermes House Band toen deze studentenband in 1994 een wereldhit scoorde met de Gloria Gaynor-cover I will survive. Later werd ze de zangeres van de Hermes House Band International (HHB International), waarmee ze onder andere in Duitsland en Frankrijk enkele hits scoorde. Ook maakte Ansems enkele solosingles, waaronder If you can't give me love (1996), waarmee ze een bescheiden hit had in de Nederlandse hitlijsten.
Tijdens de beginperiode van haar zangcarrière presenteerde Judith Ansems belspelletjes bij Nederlandse commerciële zenders. Ze was te zien bij Call TV en Veronica Live. Daarnaast speelde ze een klein rolletje in de soapserie Goudkust en was ze korte tijd te zien als copresentatrice bij het programma Staatsloterij op Locatie.
Na het beëindigen van haar studie ging ze werken als kindertherapeut. Na een studie die ze voltooide in 2021 aan de Wackeracademie woont en werkt Judith als beeldend kunstenaar in Bali.